# Wendtia schelkownikowii
Wendtia schelkownikowii är en flockblommig växtart som beskrevs av Jurij Nikolajevitj Voronov. Wendtia schelkownikowii ingår i släktet Wendtia och familjen flockblommiga växter. Inga underarter finns listade i Catalogue of Life.